# Carlsbad (Nou Mèxic)
Carlsbad és una població dels Estats Units i seu del comtat d'Eddy a l'estat de Nou Mèxic. Segons el cens del 2006 tenia 27.410 habitants.

## Demografia
Segons el cens del 2000, Carlsbad tenia 25.625 habitants, 9.957 habitatges, i 6.949 famílies. La densitat de població era de 348,7 habitants per km².
Dels 9.957 habitatges en un 32,9% hi vivien nens de menys de 18 anys, en un 52,1% hi vivien parelles casades, en un 13,1% dones solteres, i en un 30,2% no eren unitats familiars. En el 26,6% dels habitatges hi vivien persones soles el 12% de les quals corresponia a persones de 65 anys o més que vivien soles. El nombre mitjà de persones vivint en cada habitatge era de 2,51 i el nombre mitjà de persones que vivien en cada família era de 3,03.
Per edats la població es repartia de la següent manera: un 27,1% tenia menys de 18 anys, un 8,4% entre 18 i 24, un 24,7% entre 25 i 44, un 22,6% de 45 a 60 i un 17,1% 65 anys o més.
L'edat mediana era de 38 anys. Per cada 100 dones de 18 o més anys hi havia 88,8 homes.
La renda mediana per habitatge era de 30.658$ i la renda mediana per família de 35.640$. Els homes tenien una renda mediana de 31.214$ mentre que les dones 19.228$. La renda per capita de la població era de 16.496$. Aproximadament el 13,1% de les famílies i el 16,5% de la població estaven per davall del llindar de pobresa.

## Poblacions més properes
El següent diagrama mostra les poblacions més properes.

## Història
En 1943 unes proves amb bomba de ratpenats van destruir la base aèria de la ciutat.